# Giovanni da Falgano
Giovanni da Falgano (Falgano, ... – Firenze, ...; fl. XVI secolo) è stato un poeta, letterato e traduttore italiano.

## Biografia
Nato a Falgano, frazione di Rufina, ebbe come maestro Pier Vettori e fu socio degli Accademici fiorentini. Le informazioni sulla vita di Falgano sono state ricavate prevalentemente dalle "lettere di dedica", che accompagnavano le sue traduzioni e i suoi volgarizzamenti dal greco. In particolare, l'Ippolito venne presentato a Cosimo de' Medici il 13 dicembre 1571, mentre l'Ecuba il 24 settembre 1572 e probabilmente dedicata a Giovanni della Sommaia; a Giovanna d'Austria furono invece rispettivamente dedicati il Christus Patiens (1º aprile 1575) e il Sublime (7 settembre 1575). Falgano compose per quest'ultima anche un elogio funebre, preceduto da una lettera destinata a Pietro Strozzi e datata 5 maggio 1578.
Le ultime opere conosciute del Falgano sono un componimento destinato a Jacopo Corsi, in occasione della morte di suo fratello (14 maggio 1588), e un volgarizzamento dell'intera opera di Esiodo, contenuto nel codice Palatino 373 della Biblioteca nazionale di Firenze e privo di data. Il luogo e l'anno della morte rimangono sconosciuti, tuttavia è stato ragionevolmente supposto che essa abbia avuto luogo a Firenze, città nella quale operava da molti anni. Lo storico Giulio Negri nel 1722 accennò all'opera del Falgano, tuttavia i suoi lavori sono rimasti inediti fino al termine del ventesimo secolo; a partire dal 1991 sono infatti iniziate le ricerche e pubblicate le prime edizioni critiche concernenti la vita e le opere dell'autore, a cura di Lidia Caciolli.